# Béla Aggteleky
Béla Aggteleky (* 14. September 1890 in Sopron; † 5. August 1977 in Genf) war ein ungarischer Generalleutnant des Königlich Ungarischen Armee (Magyar Királyi Honvédség) im Zweiten Weltkrieg.

## Leben
Aggteleky begann 1909 eine Offiziersausbildung und fand danach Verwendung als Offizier in der Königlich Ungarischen Landwehr (Magyar Királyi Honvédség). Während des Ersten Weltkrieges war er Leutnant (Hadnagy) der Streitkräfte von Österreich-Ungarn und absolvierte 1917 eine Stabsausbildung, woraufhin er zum Hauptmann (Százados) befördert wurde. Anschließend war er Lehrer an der Königlich Ungarischen Ludovika-Akademie und diente ab 1922 in der Königlich Ungarischen Armee als Offiziersausbilder in Sopron. Nachdem Besuch eines Generalstabslehrgangs 1925 wurde er 1927 Mitarbeiter des Verteidigungsministeriums und dort von 1939 bis 1940 Chef der Sektion 1/a für Organisation in Friedenszeiten der Abteilung I Organisation und Mobilisierung.
Nach seiner Beförderung zum Generalmajor (Vezérőrnagy) am 1. Juli 1940 war Aggteleky von 1940 bis 1941 stellvertretender Chef der Kanzlei des Verteidigungsministerium sowie zugleich Kommandeur der in Jugoslawien stationierten 1. Infanteriebrigade, ehe er vom 1. November 1941 bis zum 1. Oktober 1942 Chef des Stabes der 1. Armee war.  Am 1. November 1942 wurde er zum Generalleutnant (Altábornagy) befördert und fungierte zwischen dem 1. Oktober 1943 und dem 1. November 1943 als Kommandierender General des II. Korps sowie im Anschluss vom 1. November 1943 bis zum 1. August 1944 als Kommandierender General des I. Korps. Danach war er vom 1. August bis zum 8. Oktober 1944 Kommandierender General des an der Ostfront eingesetzten III. Korps sowie zwischen dem 8. und dem 15. Oktober 1944 Kommandierender General des VIII. Korps, ehe er zuletzt bis zu seiner Versetzung in den Ruhestand am 1. Februar 1945 erneut Kommandierender General des I. Korps war.
Nach Kriegsende lebte Aggteleky zunächst weiter in Ungarn, ehe er nach dem Volksaufstand 1956 ins Exil in die Schweiz ging und dort 1977 verstarb.